# Virginia Slims of Kansas 1988
Virginia Slims of Kansas 1988 — жіночий тенісний турнір, що проходив на закритих кортах з твердим покриттям Kansas Coliseum у Вічиті (США). Належав до турнірів 2-ї категорії в рамках Туру WTA 1988. Турнір відбувся увосьме і тривав з 29 лютого до 6 березня 1988 року. Перша сіяна Мануела Малеєва здобула титул в одиночному розряді.

## Фінальна частина

### Одиночний розряд
Мануела Малеєва —  Сільвія Ганіка 7–6(7–5), 7–5
- Для Малеєвої це був 1-й титул в одиночному розряді за сезон і 9-й — за кар'єру.

### Парний розряд
Наталія Бикова /  Пархоменко Світлана Германівна —  Яна Новотна /  Катрін Сюїр 6–3, 6–4
- Для Бикової це був 1-й титул за рік і 1-й — за кар'єру. Для Пархоменко це був єдиний титул за сезон і 8-й — за кар'єру.